# Cala Pi
Cala Pi ist eine kleine Bucht und eine nach dieser benannte Siedlung (Urbanització) an der Südküste der spanischen Baleareninsel Mallorca. Sie befindet sich im südlichen Teil des Gemeindegebietes von Llucmajor.

## Die Bucht

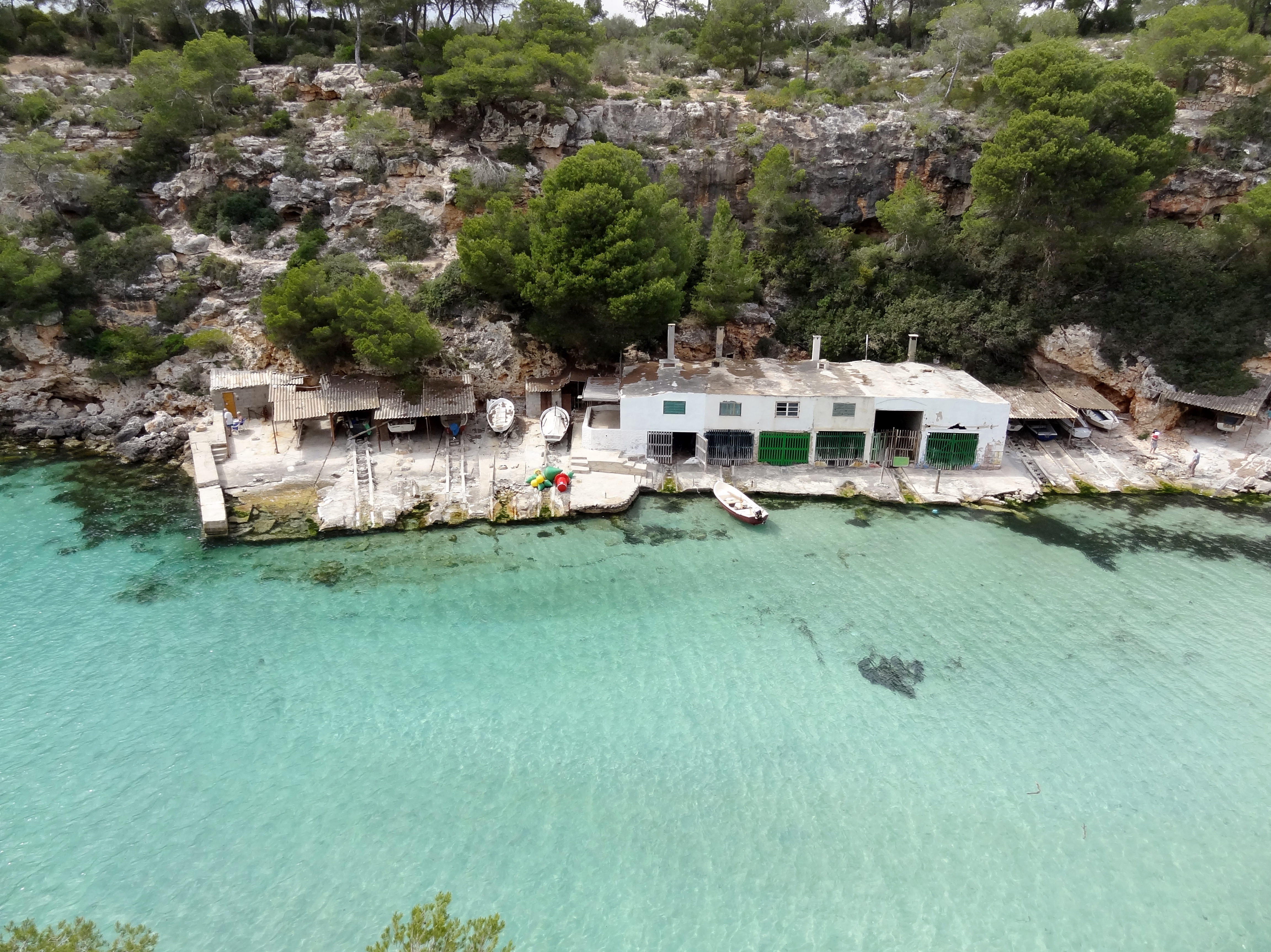
Bootshäuser (escars) und -unterstände

Die Cala Pi ist ein etwa 420 Meter langer und bis zu 100 Meter breiter felsiger Meereseinschnitt an der Steilküste von Llucmajor, ungefähr 14 Kilometer südwestlich des Hauptortes der Gemeinde. Die Bucht bildet die Mündung des Torrent de Cala Pi, eines Sturzbachs, der nur nach starken Regenfällen Wasser führt. Während sich südöstlich und östlich angrenzend die Siedlung Cala Pi anschließt ist das Hinterland nördlich und westlich, das Gebiet von Camp des Àngels und es Sementeret, nicht bebaut. 

## Torre de Cala Pi

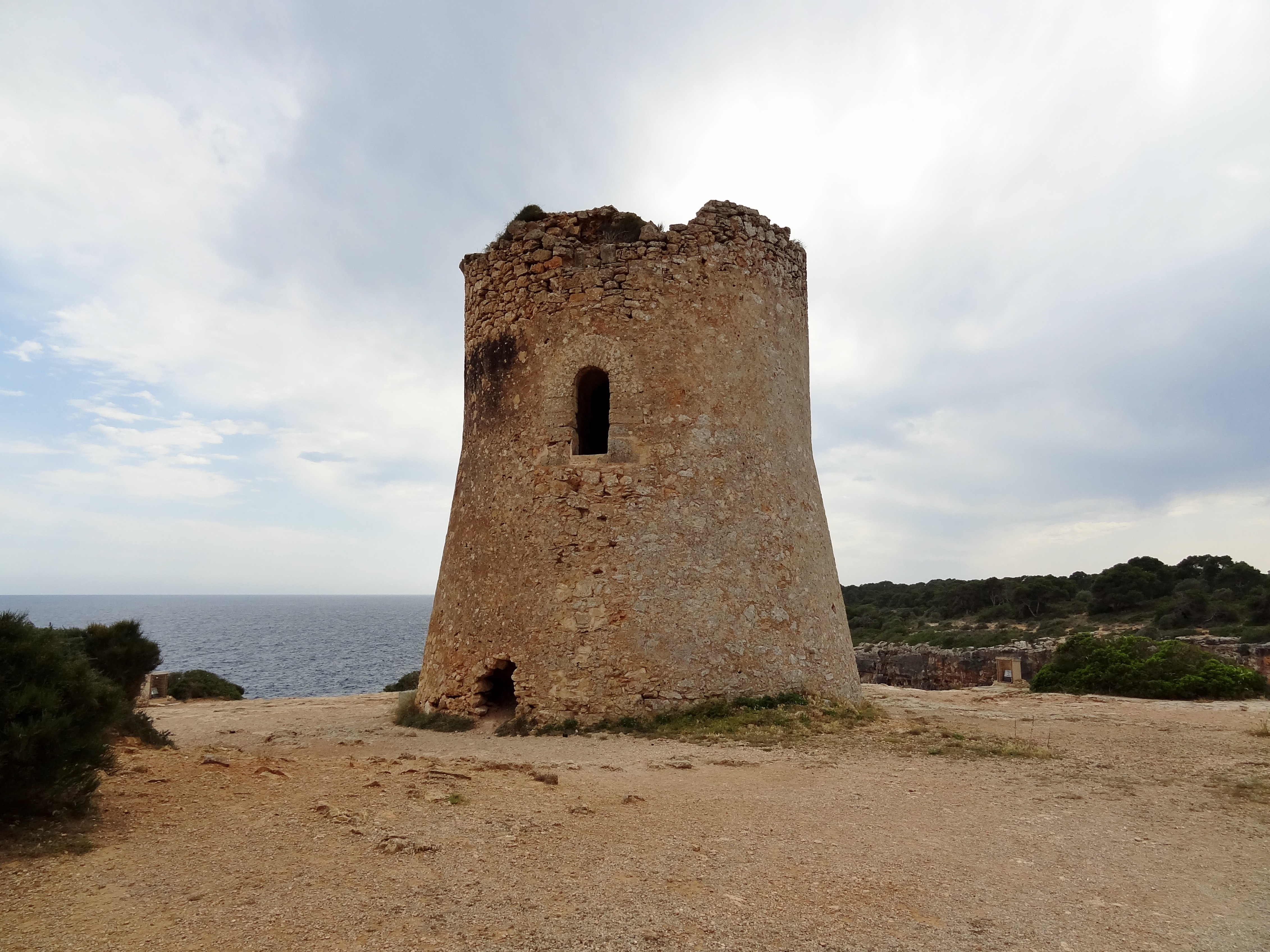
Der Torre de Cala Pi

Am südöstlichen Buchteingang, auf dem Kap Punta de Cala Pi steht der 1663 erbaute Torre de Cala Pi, ein Wachturm zum Schutz vor Angriffen nordafrikanischer Korsaren.

## Der Strand

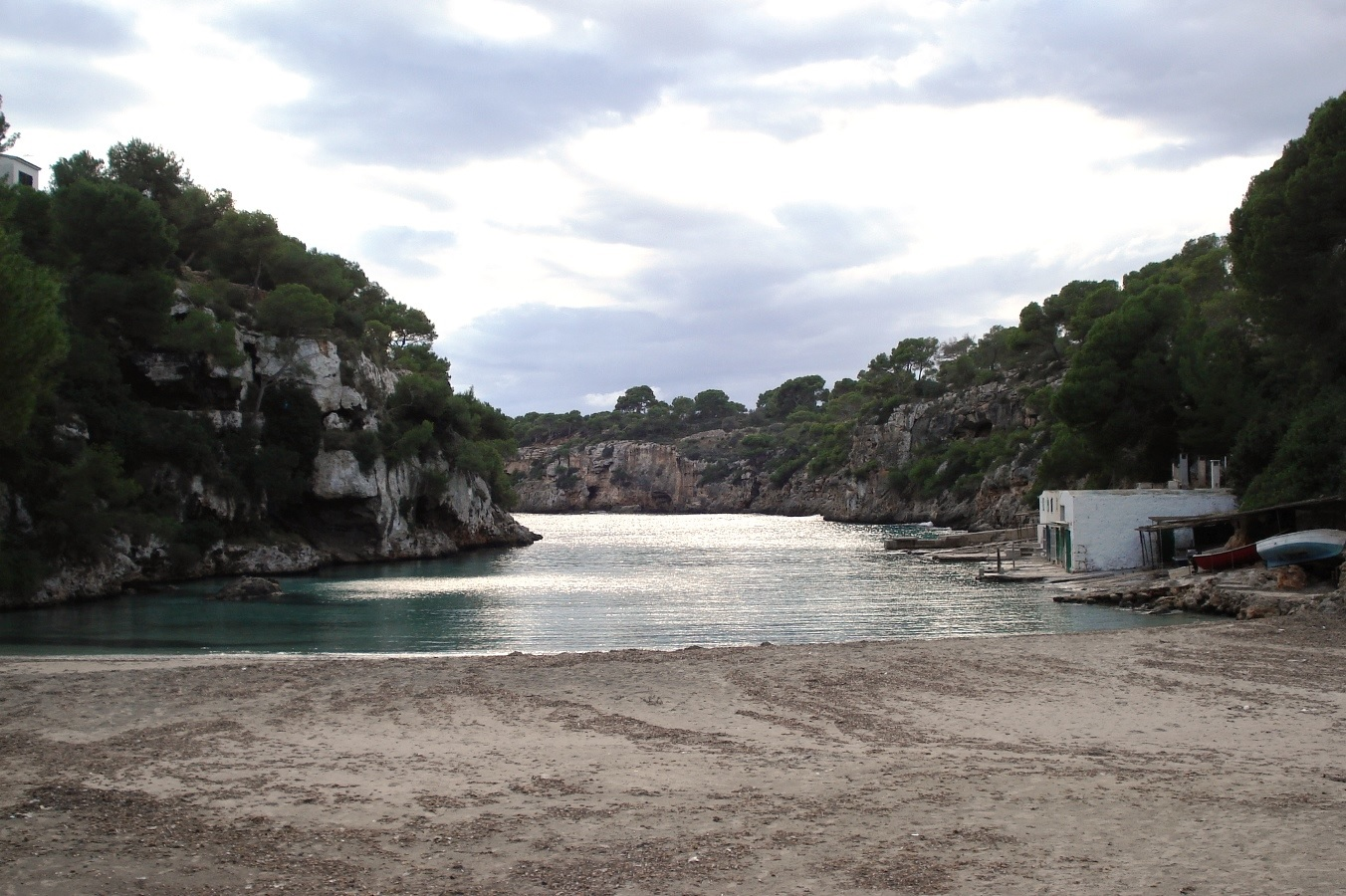
Der Strand mit dem Blick in die Cala Pi

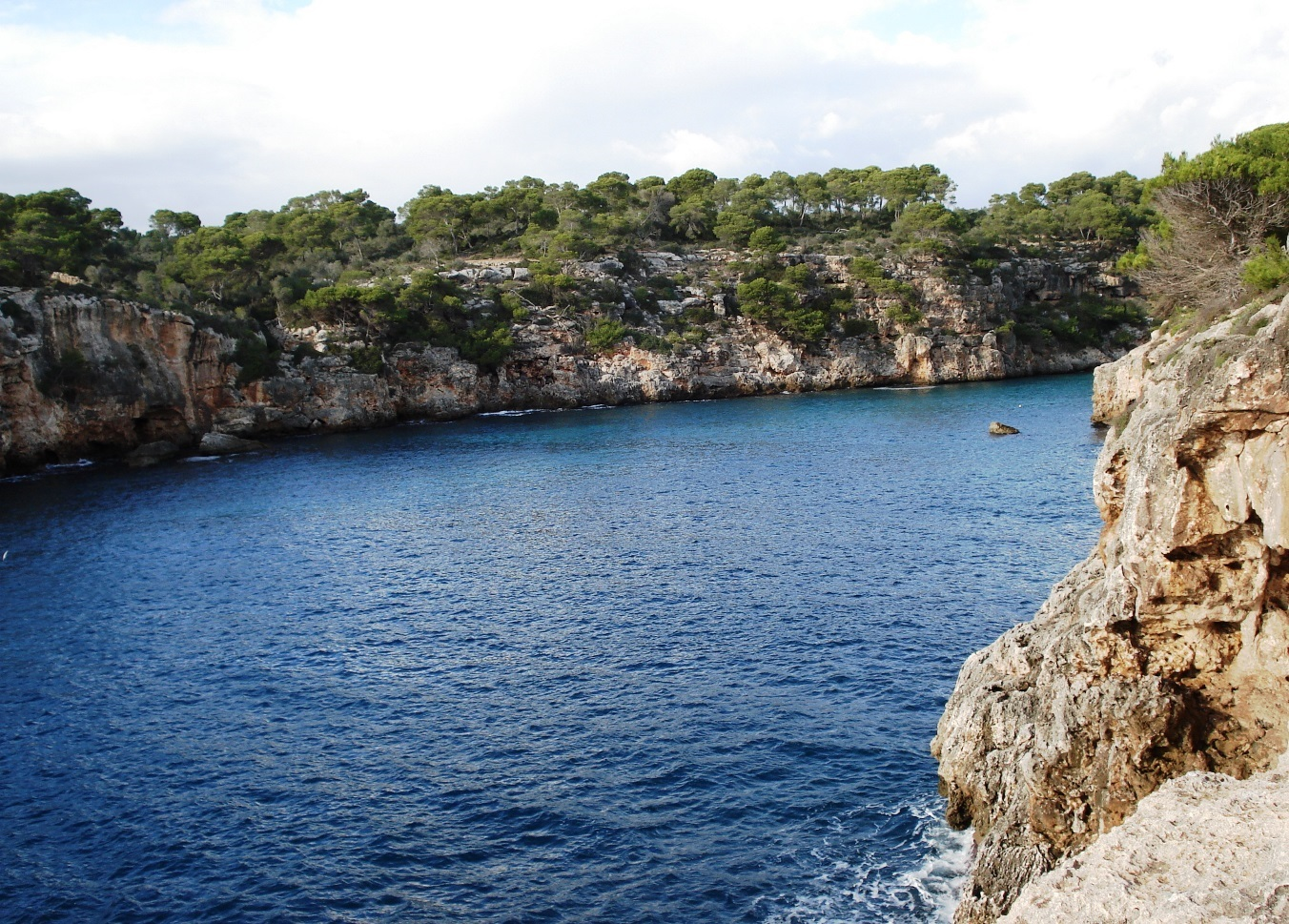
Die Einfahrt zur Cala Pi

Der Strand der Cala Pi ist 50 Meter breit und zieht sich 125 Meter in die Schlucht des Torrent de Cala Pi hinein. Dort kann sich auch längere Zeit nach Regenfällen ein Brackwasserteich halten. Die felsigen Hänge der Schlucht sind mit Kiefern bestanden. Von der Siedlung Cala Pi führt eine Treppe an den Felsen der Ostseite zum Strand hinunter. Der Strand besteht aus feinem Sand und wird von einem Holzturm aus überwacht. Das offene Meer ist, bedingt durch die Krümmung der Bucht, vom Ufer an der Mündung des Torrent de Cala Pi her nicht zu sehen. Vor der Westseite des Strandes stehen mehrere Bootshäuser, katalanisch escars, und einfache Bootsunterstände. Gelegentlich ankern kleinere Schiffe im Schutz der Bucht.

## Die Siedlung
Die Siedlung Cala Pi liegt östlich von der Bucht hoch gelegen auf einer nach Südwesten gerichteten steilen Felszunge. Der Ort hat 630 Einwohner, von denen 347 im eigentlichen Siedlungskern leben (Stand: 2012). Sie erstreckt sich entlang der Küste vom Torre de Cala Pi im Westen bis zum Torrent de Sa Punta de Sa Dent im Osten. Dort schließt sich die Siedlung Vallgornera an. Cala Pi ist eine Villensiedlung mit einigen kleinen Hotels, mehreren Restaurants und zwei kleinen Supermärkten. Viele der gehobenen Einfamilienhäuser gehören Ausländern, darunter auch Deutschen.

## Zugang
Der Ort Cala Pi ist von der Hauptstraße MA-6014 von Capocorb Vell aus oder über Vallgornera zu erreichen. Die Straße beginnt in S’Arenal und führt entlang der Küste bis zum Cap Blanc. Von dort wendet sich die MA-6014 ins Inselinnere nach Capocorb Vell und schwenkt dann in Richtung Osten, wo sie später in die MA-6101 übergeht und in Ses Salines endet. Östlich von Capocorb Vell kreuzt die MA-6015 von Llucmajor im Norden zur Südküste bei S’Estanyol de Migjorn.
Der Strand und die Bucht sind über eine lange Treppe zu erreichen. Sie beginnt westlich von der Siedlung Cala Pi und führt an den Felsen der Ostseite der Bucht zum Strand hinunter.

## Küstenwanderweg
Vom Strand kann zur Steilküste aufgestiegen und auf dieser auf einem Küstenpfad zum Torre des Cap Blanc, einem weiteren Wachturm, gewandert werden. Für die nicht markierte Strecke sind hin und zurück etwa dreieinhalb Stunden einzuplanen.